# Andy Lau
Andy Lau Tak-Wah (劉德華T, 刘德华S, Liú déhuáP; Hong Kong, 21 settembre 1961) è un attore e cantante hongkonghese. È noto per aver interpretato il ruolo dell'ispettore Lau Kin-Ming nella serie di film Infernal Affairs, da cui è stato tratto il remake hollywoodiano di Martin Scorsese, The Departed del 2006.

## Biografia
Andy Lau divide la propria carriera fra le attività di attore, produttore cinematografico, cantante e personaggio televisivo. Attivo, fin dall'inizio degli anni ottanta, Andy Lau è considerato una delle più celebri star di Hong Kong.
Il primo ruolo importante di Lau, che lo ha reso particolarmente popolare, fu la serie Hunting trasmessa dal canale TVB. Nello stesso anno, Lau recitò nel film cinematografico Once Upon a Rainbow, a cui seguì l'anno successivo un ruolo nella serie TV The Return of the Condor Heroes. La sua consacrazione definitiva avvenne nel film On the Wrong Track. Nel 2000 vince il premio come miglior attore all'Hong Kong Film Award per la sua interpretazione di Running Out of Time, e nel 2004 ottiene il Golden Horse Award per Infernal Affairs 3. Fra i suoi film maggiormente conosciuti in occidente si ricorda La foresta dei pugnali volanti.
Dal 1985 Lau ha anche pubblicato diversi album, benché il successo discografico sia arrivato solo nel 1990 con il disco 可不可以 (Kě Bù Kěyǐ). Insieme ai colleghi Jacky Cheung, Aaron Kwok e Leon Lai, Andy Lau è stato nominato uno dei quattro Cantopop Four Heavenly Kings (四大天王). Insieme a Jacky Cheung, Aaron Kwok e Leon Lai ha cantato il 6 settembre 2008 alla Cerimonia di chiusura dei Giochi della XXIX Olimpiade.
Andy Lau e stato nominato uno dei quinto Five Tiger Generals of TVB. Insieme a Tony Leung Chiu-Wai, Michael Miu, Kent Tong e Felix Wong.

## Filmografia parziale
- Once Upon a Rainbow (Choi wan kuk), regia di Agnes Ng	(1982)
- Boat People (Tou bun no hoi), regia di Ann Hui (1982)
- On the Wrong Track (毀滅號地車 / Hui mie hao di che), regia di Clarence Fok (1983)
- The Home at Hong Kong (家在香港 / Fuk sing go jiu), regia di Sammo Hung (1983)
- Everlasting Love (停不了的愛 / Ting bu liao de ai), regia di Michael Mak (1984)
- Shanghai 13 (上海灘十三太保 / Shanghai tan shi san tai bao), regia di Chang Cheh (1984)
- The Unwritten Law (Faat ngoi ching), regia di Ng See-Yuen (1985)
- Twinkle, Twinkle Lucky Stars (夏日福星 /	Xià rì fúxīng) (1985)
- The Magic Crystal (魔翡翠 / Mo fei cui) regia di Wong Jing (1986)
- Lucky Stars Go Places (最佳福星 / Zuijia fúxīng) regia di Eric Tsang (1986)
- Rich and Famous (江湖情 / Gong woo ching), regia di Taylor Wong (1987)
- Sworn Brothers (肝膽相照 / Gan dan xiang zhao), regia di David Lai (1987)
- Tragic Hero (英雄好漢 / Ying hung ho hon), regia di David Lai & Taylor Wong (1987)
- The Crazy Companies (Zui jia sun you), regia di Wong Jing (1988)
- Last Eunuch in China (中国最后一个太监 / Zhōnggúo zuìhòu yīge tàijiàn), regia di Jacob Cheung (1988)
- As Tears Go By (Wong gok ka moon), regia di Wong Kar-wai (1988)
- Three Against the World (Qun long duo bao), regia di Brandy Yuen (1988)
- Dragon Family (Long zhi jia zu), regia di Bruce Law (1988)
- Walk on Fire (Lie ying ji hua), regia di Norman Law (1988)
- The Romancing Star 2 (Jing zhuong zhui nu zi zhi er), regia di Wong Jing (1988)
- The Truth (Fa nei qing), regia di Taylor Wong (1988)
- First Time Is the Last Time (Di yi jian), regia di Raymond Leung (1988)
- Perfect Match (最解男朋友 zuì jiě nán péng yǒu), regia di Dennis Chan (1989)
- The Crazy Companies 2 (Zui jia sun you chuang qing guan), regia di Wong Jing (1989)
- Casino Raiders (Zhi zun wu shang), regia di Jimmy Heung, Wong Jing & Corey Yuen (1989)
- Little Cop (Xiao xiao xiao jing cha), regia di Eric Tsang (1989)
- Bloody Brotherhood (Tong gen sheng), regia di Johnny Wang (1989)
- News Attack (Shen xing tai bao), regia di Samson Chiu (1989)
- Long Arm of the Law 3 (Sheng gang qi bing III), regia di Michael Mak (1989)
- City Kids 1989 (Ren hai gu hong), regia di Poon Mat-kit (1989)
- The Romancing Star 3 (Lang zhi yi zu), regia di Wong Jing (1989)
- Crocodile Hunter (Juen diu daai ngok), regia di Wong Jing (1989)
- Heroine Connection (Gwang tin lung foo wooi), regia di Ronny Yu (1989)
- Fortune Code (Fu gui bing tuan), regia di Kent Cheng (1989)
- Runaway Blues (Biao cheng), regia di David Lai (1989)
- Proud and Confident (Ao qi xiong ying), regia di Power Lee (1989)
- God of Gamblers (賭神 / Dǔshén), regia di Wong Jing (1989)
- No Risk, No Gain (Zhi zun ji zhuang yuan cai), regia di Wong Jing & Taylor Wong (1990)
- Return Engagement (Zai zhan jiang hu), regia di Joe Cheung (1990)
- Dragon in Jail (狱中龙 Yu zhong long), regia di Kent Cheng (1990)
- A Home Too Far (Yi yu), regia di Kevin Chu (1990)
- Gangland Odyssey (Yi daam hung sam), regia di Michael Chan (1990)
- A Moment of Romance (Tian ruo you qing), regia di Benny Chan (1990)
- The Last Blood (Jing tian shi er xiao shi), regia di Wong Jing (1990)
- Huo shao dao , regia di Yen-ping Chu (1990)
- Kawashima Yoshiko (Chuan dao fang zi), regia di Eddie Fong (1990)
- Stars & Roses (Ai ren tong zhi), regia di Taylor Wong (1990)
- Don't Fool Me (Zhong huan ying xiong), regia di Herman Yau (1991)
- Tricky Brains (Zheng gu zhuan jia), regia di Wong Jing (1991)
- Dances with the Dragon (Yu long gong wu), regia di Wong Jing (1991)
- The Tigers (Wu hu jiang zhi jue lie), regia di Eric Tsang (1991)
- Hong Kong Godfather (Tian zi men sheng), regia di Lo Lieh (1991)
- Thunderbolt '91 (Ma deng ru lai shen zhang), regia di Taylor Wong (1991)
- Zodiac Killer (Jidao zhuizhong), regia di Ann Hui (1991)
- Game Kids (Ji Boy xiao zi zhi zhen jia wai long), regia di Gordon Chan (1991)
- The Banquet (Haomen yeyan), regia di Alfred Cheung, Joe Cheung, Clifton Ko & Tsui Hark (1991)
- God of Gamblers 2 (Dou hap), regia di Wong Jing (1991)
- Nos années sauvages (A Fei jing juen), regia di Wong Kar-wai (1991)
- Lee Rock (Wu yi tan zhang Lei Luo zhuan), regia di Lawrence Lau (1991)
- Lee Rock 2 (Wu yi tan zhang Lei Luo zhuan zhi er), regia di Lawrence Lau (1991)
- Days of Being Wild (A Fei zheng chuan), regia di Wong Kar-wai (1991)
- Lee Rock 3 (Wu yi tan zhang Lei Luo zhuan zhi san), regia di Lawrence Lau (1992)
- The Sting (Xia sheng), regia di Nico Wong (1992)
- The Prince of Temple Street, regia di Jeffrey Cheung (1992)
- Gun n' Rose (Long teng si hai), regia di Clarence Fok (1992)
- Handsome Siblings (Jue dai shuang jiao), regia di Eric Tsang (1992)
- Saviour of the Soul (Gauyat sandiu haplui), regia di David Lai et Corey Yuen (1992)
- Saviour of the Soul 2 (Jiu er shen diao xia lu zhi chi xin chang jian), regia di David Lai et Corey Yuen (1992)
- What a Hero (Hua! ying xiong), regia di Benny Chan (1992)
- Come Fly the Dragon (Fan dou ma liu), regia di Eric Tsang (1992)
- Casino Tycoon (Do sing daai hang), regia di Wong Jing (1992)
- Casino Tycoon 2 (Do sing daai hang II ji ji juen mo dik), regia di Wong Jing (1992)
- The Sting 2 (Zhi zun zhou liu ji zhi tou tian huan ri), regia di Wong Jing (1993)
- Casino Raiders 2 (Zhi zun wu shang zhi yong ba tian xia), regia di Johnnie To (1993)
- Moon Warriors (Zhan shen chuan shuo), regia di Sammo Hung (1993)
- Man of the Times (Yi dai xiao xiong zhi san zhi qi), regia di Taylor Wong (1993)
- Days of Tomorrow (Tian chang di jiu), regia di Jeffrey Lau (1993)
- Future Cops (Chao ji xue xiao ba wang), regia di Wong Jing (1993)
- Return to a Better Tomorrow (Sun ying hong boon sik), regia di Wong Jing (1994)
- Taste of Killing and Romance (Sat sau dik tung wah), regia di Veronica Chan (1994)
- Combats de maître 2 (Jui kuen II), regia di Liu Chia-liang (1994)
- The Three Swordsmen (Dao jian xiao), regia di Taylor Wong (1994)
- Tian Di (Tian yu di), regia di David Lai (1994)
- Drunken Master 3 (Jui kuen III), regia di Liu Chia-liang (1994)
- Full Throttle (Lie huo zhan che), regia di Derek Yee (1995)
- The Adventurers (Da mao xian jia), regia di Ringo Lam (1995)
- A Moment of Romance 3 (Tian ruo you qing III feng huo jia ren), regia di Johnnie To (1995)
- Shanghai Grand (San seung hoi taan), regia di Poon Man-Kit (1996)
- What a Wonderful World (Qi yi lu cheng ji zhen xin ai sheng ming), regia di Samson Chiu (1996)
- Thanks for Your Love (½ Chi tung chong), regia di Norman Law & Daniel Yu (1996)
- Armageddon (Tin dei hung sam), regia di Gordon Chan (1997)
- Island of Greed (Hak gam), regia di Michael Mak (1997)
- A True Mob Story (Long zai jiang hu), regia di Wong Jing (1998)
- The Conman (Du xia 1999), regia di Wong Jing (1998)
- Fascination Amour (Ai qing meng huan hao), regia di Herman Yau (1999)
- Prince Charming (Hei ma wang zi), regia di Wong Jing (1999)
- The Conmen in Vegas (Du xia da zhan Lasi Weijiasi), regia di Wong Jing (1999)
- Running out of time, regia di Johnnie To (1999)
- Century of the Dragon (Long zai bian yuan), regia di Clarence Fok
- The Duel (Kuet chin chi gam ji din), regia di Andrew Lau (2000)
- Needing You... (Goo laam gwa lui), regia di Johnnie To & Wai Ka-fai (2000)
- A Fighter's Blues (Ah Fu), regia di Daniel Lee (2000)
- Love on a Diet (Shôshen nan'nu), regia di Johnnie To & Wai Ka-fai (2001)
- Fulltime Killer (Chuen jik sat sau), regia di Johnnie To & Wai Ka-fai (2001)
- Dance of a Dream (Oi gwan yue mung), regia di Andrew Lau (2001)
- Give Them a Chance (Kap sze moon yat goh gei kooi), regia di Herman Yau (2002)
- Fat Choi Spirit (Lik goo lik goo san nin choi), regia di Johnnie To et Wai Ka-fai (2002)
- The Wesley's Mysterious File (Wai shut lee ji laam huet yan), regia di Andrew Lau (2002)
- Infernal Affairs (Mou gaan dou), regia di Andrew Lau & Alan Mak (2002)
- Golden Chicken (Gam gai), regia di Samson Chiu (2003)
- Cat and Mouse (Liu sue oi seung mau), regia di Gordon Chan (2003)
- Running on Karma (Daai chek liu), regia di Johnnie To & Wai Ka-fai (2003)
- Infernal Affairs 3 (Mou gaan dou III), regia di Wai-keung Lau e Siu Fai Mak (2003)
- Golden Chicken 2 (Gam gai 2), de Samson Chiu (2003)
- Magic Kitchen (Moh waan chue fong), de Lee Chi-ngai (2004)
- La foresta dei pugnali volanti (十面埋伏 / Shi mian mai fu), regia di Zhang Yimou (2004)
- Jiang Hu (Gong wu), regia di Wong Ching-po (2004)
- McDull, Prince de la Bun, regia di Yuen Toe (2004)
- Yesterday Once More (Lung fung dau), regia di Johnnie To (2004)
- A World Without Thieves (Tian xia wu zei), regia di Feng Xiaogang (2004)
- Wait 'Til You're Older (Tung mung kei yun), regia di Teddy Chan (2005)
- All About Love (Tsoi suet yuk chi ngo oi nei), regia di Daniel Yu (2005)
- Battle of Wits (Mo gong), regia di Jacob Cheung (2006)
- Protégé, regia di Derek Yee (2007)
- Brothers, regia di Derek Chiu (2007)
- The Warlords - La battaglia dei tre guerrieri (投名状 / tóu míng zhuàng), regia di Peter Chan (2007)
- The Warlords, regia di Peter Chan (2007)
- Les Trois Royaumes : La Résurrection du Dragon, regia di Daniel Lee (2008)
- Detective Dee e il mistero della fiamma fantasma regia di Tsui Hark (2010)
- A Simple Life (Tao jie), regia di Ann Hui (2011)
- Shaolin - La leggenda dei monaci guerrieri (Hou Jie), regia di Benny Chan (2011)
- I know a woman's heart, regia di Daming Chen (2011)
- Cold War (Hang Jian), regia di Longman Leung and Sunny Luk (2012)
- ''Blind Detective (Man Tam), regia di Johnnie To (2013)
- Firestorm, regia di Alan Yuen (2013)
- Golden Chicken 3, (Jin ji SSS) (2014)
- From Vegas to Macau II, (Du cheng feng yun II), regia di Michael "Dagger" Chan (2015)
- Lost and Love (Shi gu), regia di Lei Zekuan (2015)
- Saving Mr. Wu (Jie jiù wu xian sheng), regia di Mr. Wu (2015)
- Our Times (Wo de shao nv shi dai) (2015)
- The Bodyguard (Te gong ye ye) (2016)
- From Vegas to Macau III (Du cheng feng yun III), regia di Michael "Dagger" Chan (2016)
- Mission Milano (Wang pai dou Wang Pai), regia di Sampan Hung (2016)
- The Great Wall, regia di Zhāng Yìmóu (2017)
- Shock Wave (Chai dan zhuan jia), regia di Cheung Choi-san (2017)
- Gli avventurieri (The Adventurers), regia di Stephen Fung (2017)
- Find Your Voice (Re xue he chang tuan), regia di Yim Chi-long (2017)
- Chasing Dragon (Zhui long), regia di Lee Rock (2017)
- The White Storm 2: Drug Lords (掃毒2天地對決) (2019)

## Doppiatori italiani
- Massimo Rossi in Detective Dee e il mistero della fiamma fantasma, Shaolin - La leggenda dei monaci guerrieri
- Giorgio Locuratolo in As Tears Go By
- Oreste Baldini in Days of Being Wild
- Fabio Boccanera in Infernal Affairs
- Roberto Certomà in Infernal Affairs III - Affari sporchi
- Alessandro Quarta in La foresta dei pugnali volanti
- Davide Marzi in Battle of Wits
- Roberto Draghetti in The warlords - La battaglia dei tre guerrieri
- Franco Mannella in A Simple Life
- Vittorio Guerrieri in Cold War
- Sergio Lucchetti in The Great Wall